# Estadio Romeo Menti (Castellammare di Stabia)
El Estadio Romeo Menti es un estadio de fútbol ubicado en la ciudad de Castellammare di Stabia, región de Campania, Italia. Construido en 1984, posee una capacidad para 12.800 personas y actualmente es la sede de la Società Sportiva Juve Stabia club de la Serie B Italiana.
Es uno de los tres estadios de fútbol italianos dedicados a Romeo Menti, el delantero del Grande Torino fallecido en la tragedia de Superga el 4 de mayo de 1949, los otros dos son el Estadio Romeo Menti de Vicenza y el de Montichiari.
Fue inaugurado en 1985 con un partido amistoso contra el US Avellino, que militaba en la Serie A, la Juve Stabia ganó 3-1 delante de más de 15.000 espectadores.